# Takifugu xanthopterus
Takifugu xanthopterus és una espècie de peix de la família dels tetraodòntids i de l'ordre dels tetraodontiformes.

## Morfologia
- Els mascles poden assolir 50 cm de longitud total.
- Totes les aletes són grogues.[2][3]

## Hàbitat
És un peix marí i de clima temperat.

## Distribució geogràfica
Es troba a Àsia: sud del Japó i Mar de la Xina Oriental.

## Observacions
- És emprat en la medicina tradicional xinesa.[16]
- No es pot menjar, ja que és verinós per als humans.[17][2]